# Pushkino, Lori
Pushkino là một đô thị thuộc tỉnh Lori, Armenia. Dân số ước tính năm 2011 là 249 người.